# Dżraszen
Dżraszen – wieś w Armenii, w prowincji Lorri. W 2011 roku liczyła 3096 mieszkańców.